# Сингх, Чоудхари Чаран
Чоудхари Чаран Сингх (хинди चौधरी चरण सिंह, 23 декабря 1902 — 29 мая 1987) — пятый премьер-министр Индии (с 28 июля 1979 по 14 января 1980), министр финансов Индии с 19 октября 1979 по 14 января 1980. В 1967—1968 и 1970 — главный министр Уттар-Прадеш.

## Биография
Родился 23 декабря 1902 года в небольшом городе Нурпур (ныне находится в штате Уттар-Прадеш) в семье крестьян. Окончил университет Агры в 1925 году, юридическую практику начал в Газиабаде. В 1929 году переехал в город Мератх, где впервые был избран в Законодательное собрание в 1937 году. Чаран Сингх представлял свой избирательный округ в Законодательном собрании в 1946, 1952, 1962 и 1967 годах. До 1967 года состоял в Индийском национальном конгрессе, затем перешёл в оппозицию. Был членом партий Бхаратия Лок Дал и Джаната, в 1980 основал и возглавил собственную партию Локдал.
18 февраля 1970 года был избран главным министром штата Уттар-Прадеш. С 24 января по 16 июля 1979 года совместно с Джагдживаном Рамом занимал должность заместителя премьер-министра Индии.
29 ноября 1985 года перенёс тяжёлый инсульт, от последствий которого так и не оправился. Скончался 29 мая 1987 года на 85 году жизни.
В честь Чоудхари Чарана Сингха назван аэропорт в Лакхнау.
В 2024 году посмертно награждён высшей наградой Индии — «Бхарат ратна».